# Saccharomycopsis malanga
Saccharomycopsis malanga är en svampart som först beskrevs av Dwidjos., och fick sitt nu gällande namn av Kurtzman, Vesonder & M.J. Smiley 1974. Saccharomycopsis malanga ingår i släktet Saccharomycopsis och familjen Saccharomycopsidaceae.   Inga underarter finns listade i Catalogue of Life.